# موسينوبوليس
موسينوبوليس (باليونانية: Μοσυνόπολις)‏، لم يبق منها حالياً إلا بعض الآثار في تراقيا اليونانية، كانت مدينة في مقاطعة رودوب الرومانية، والتي كانت تُعرف حتى القرن التاسع باسم ماكسيميانوبوليس (Μαξιμιανούπολις) أو ماكسيميانوبوليس في رودوب لتمييزها عن المدن الأخرى التي تحمل الاسم نفسه.

## صور

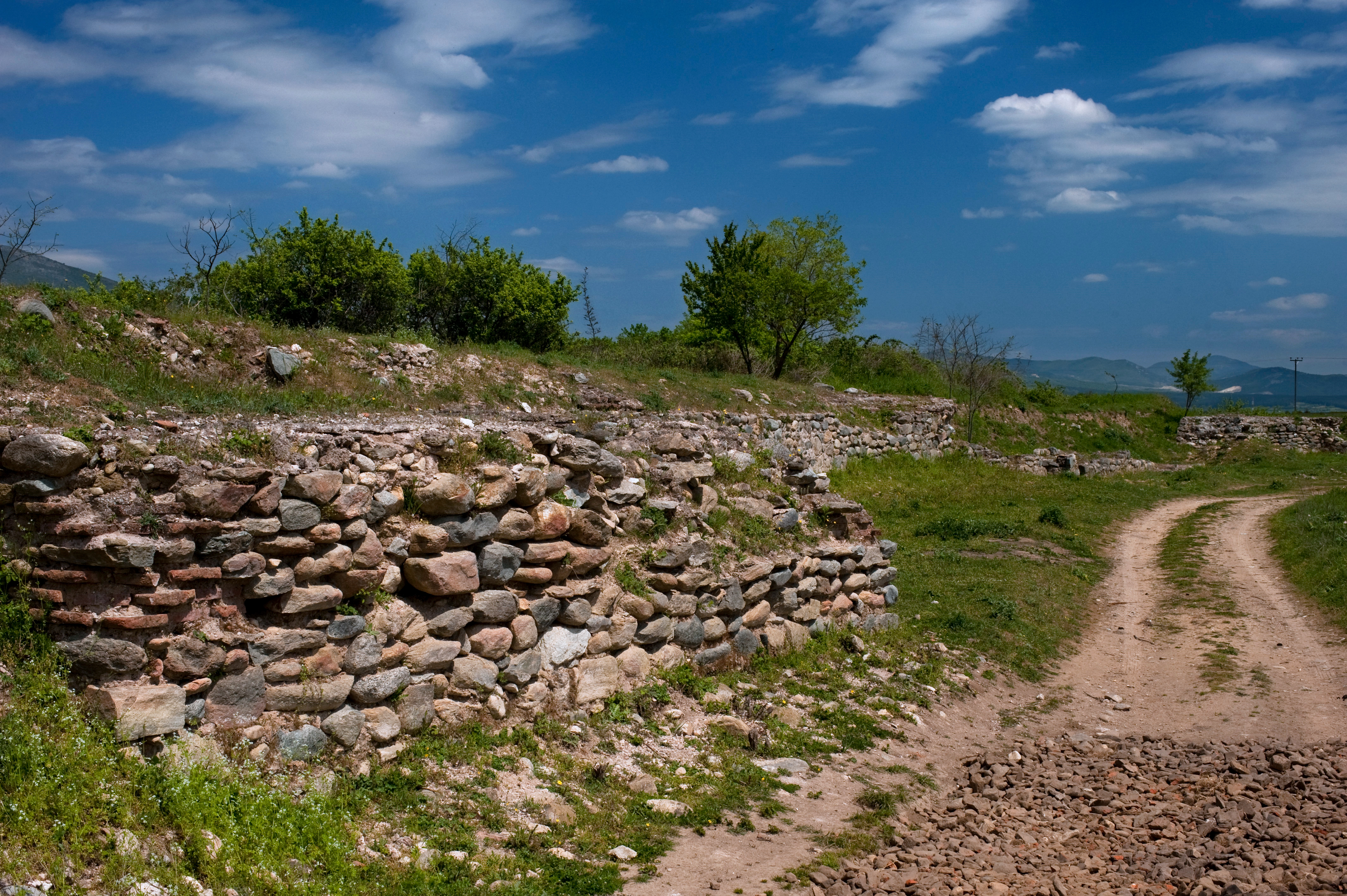
الحصن: إلى الجنوب قليلاً من الكنيسة.
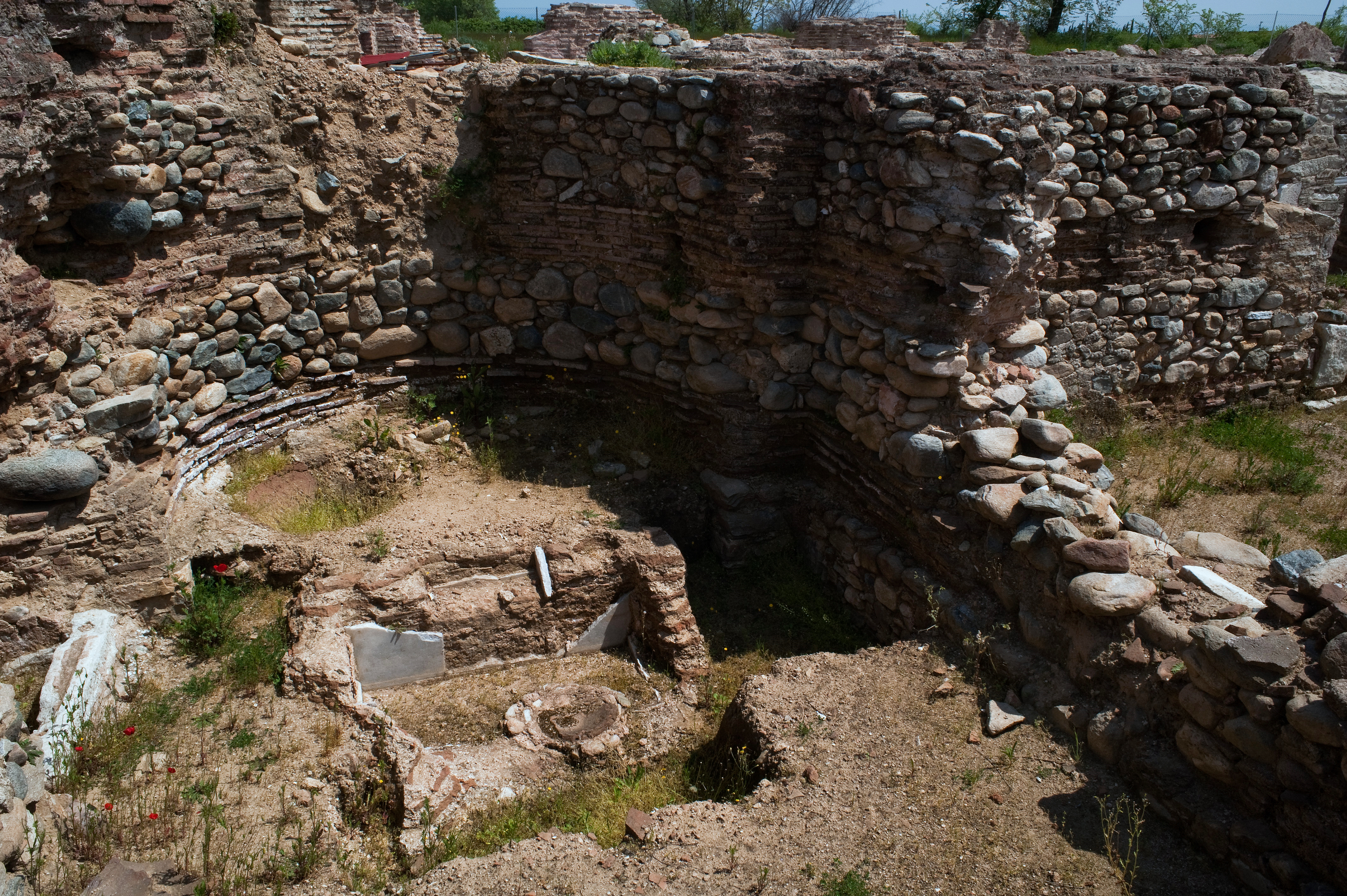
مخطط مركزي لكنيسة.
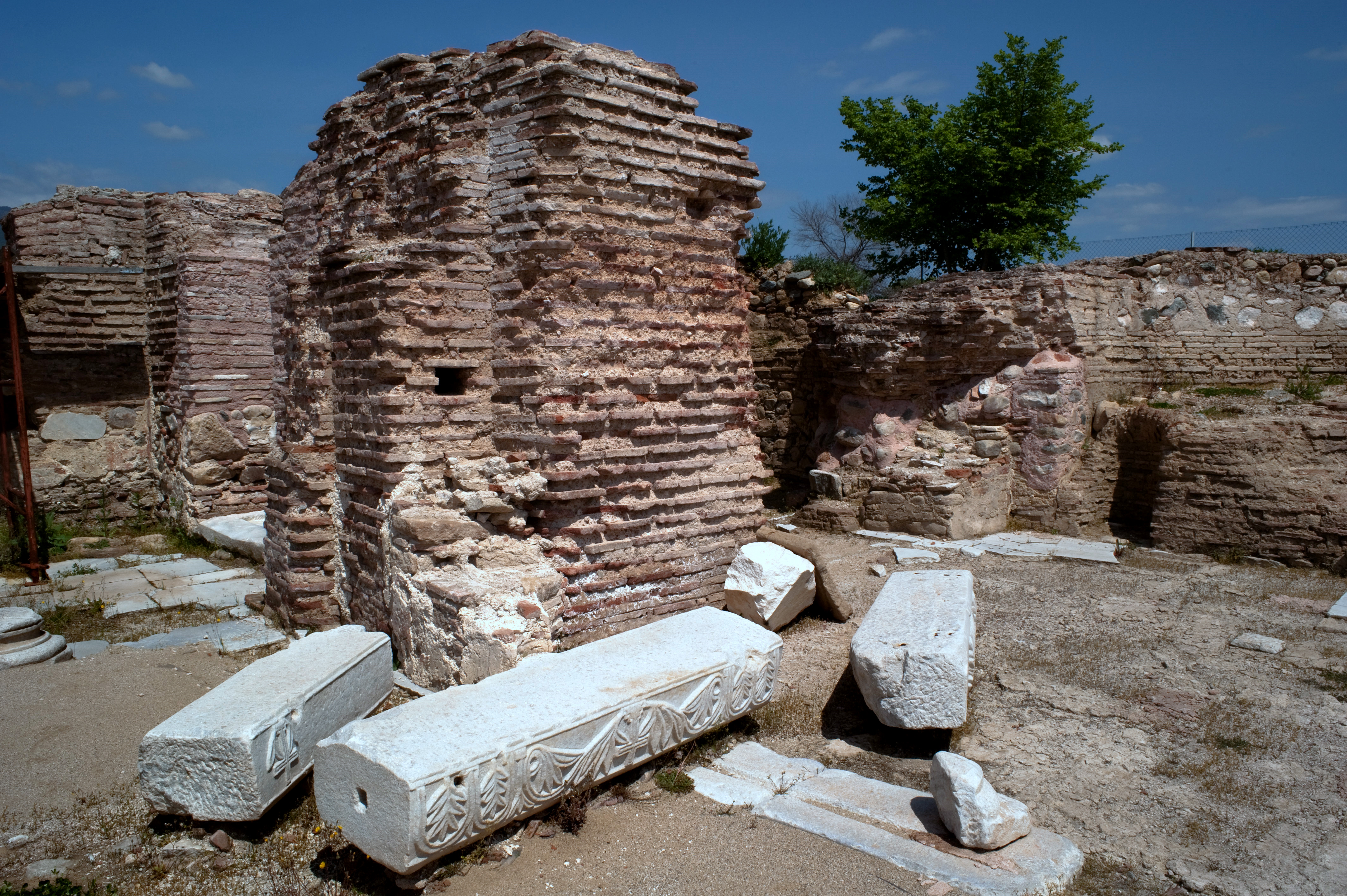
مخطط مركزي لكنيسة.
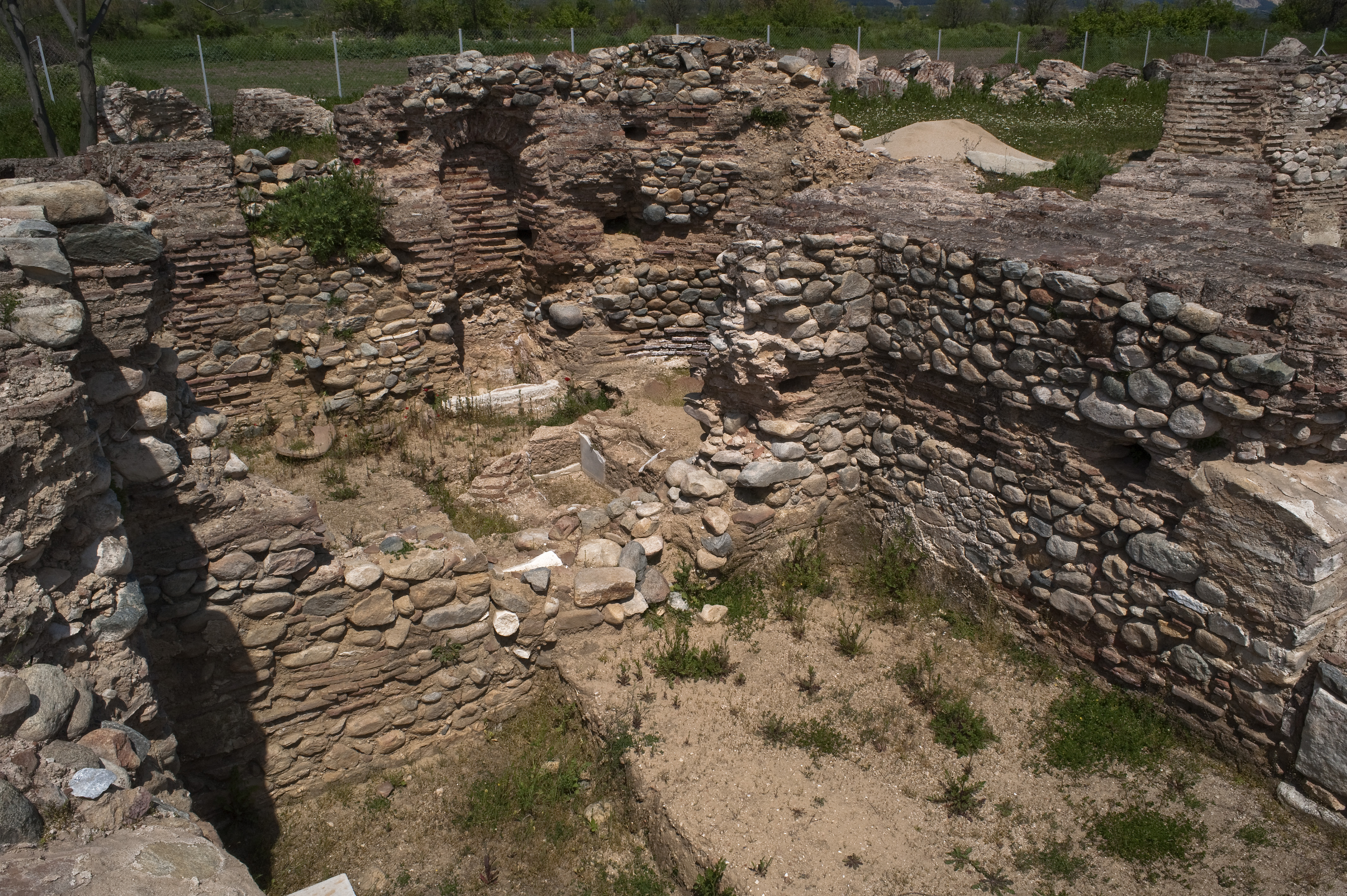
مخطط مركزي لكنيسة.